# Mys Ķurmrags
Mys Ķurmrags (někdy názýván jen Ķurmrags) je mys a malý poloostrov na pobřeží Rižského zálivu Baltského moře v regionu Vidzeme v Lotyšsku. Nachází se na jílových a pískových útesech, u osady Ķurmrags, přibližně severo-severozápadně od vesnice Tūja v obci Liepupe (Liepupes pagasts) v kraji Limbaži. 

## Další informace
Mys Ķurmrags patří mezi nejprominentnější místa pobřeží Vidzeme. Ke vzniku mysu přispěly výraznou měrou erozivní činností vítr a mořská voda. Na pobřeží kolem mysu jsou písky, souvky a bludné balvany dokládající činnost ledovce v době ledové. Toto místo není populární jen díky barevně výrazným útesům, kamenům a osamělé pláži, oblíbená je i návštěva trosek zaniklého majáku Ķurmrags ve vodě na pláži. Lze také vidět četné balancující kameny, které tam staví návštěvníci.

## Galerie

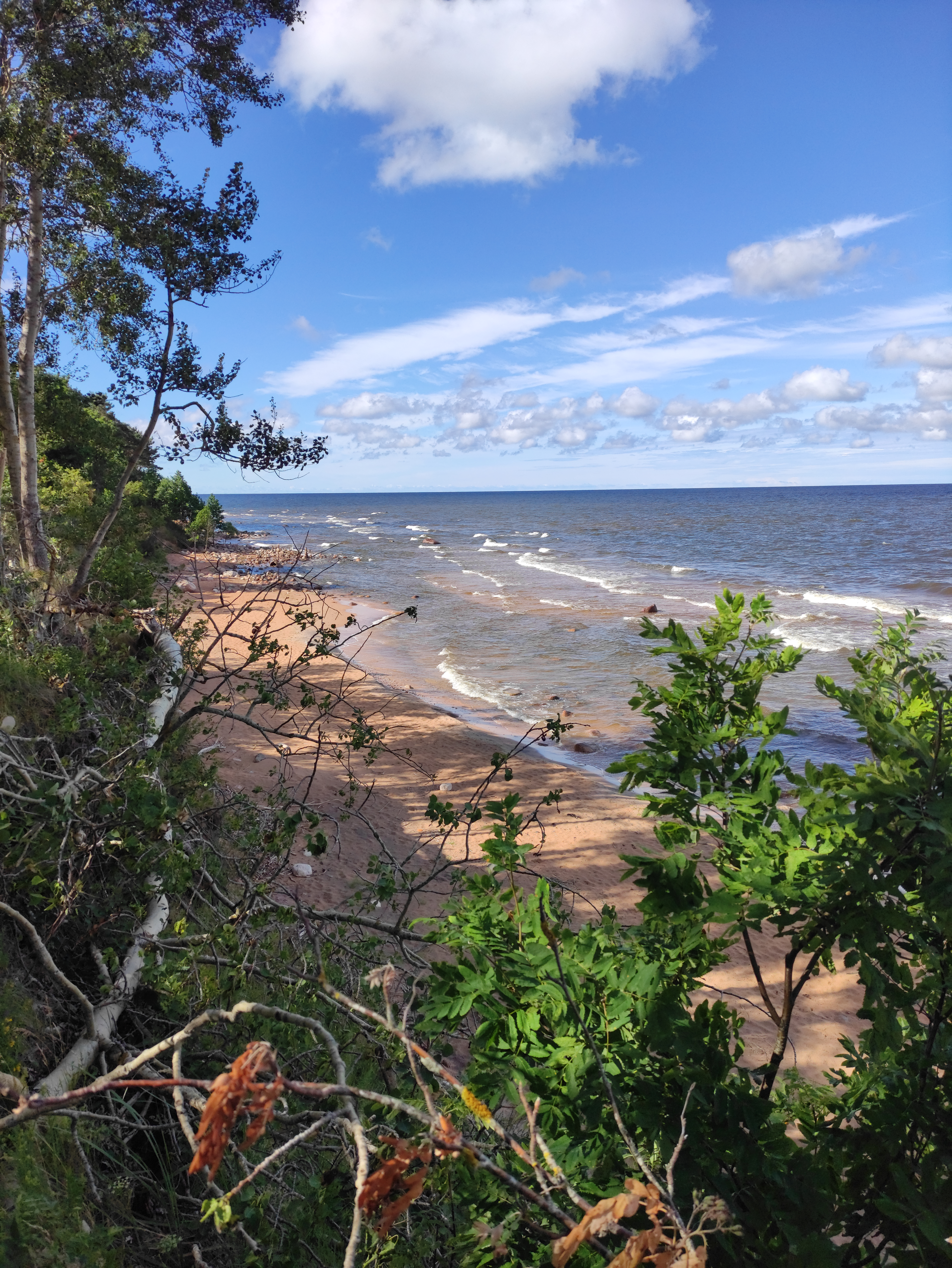
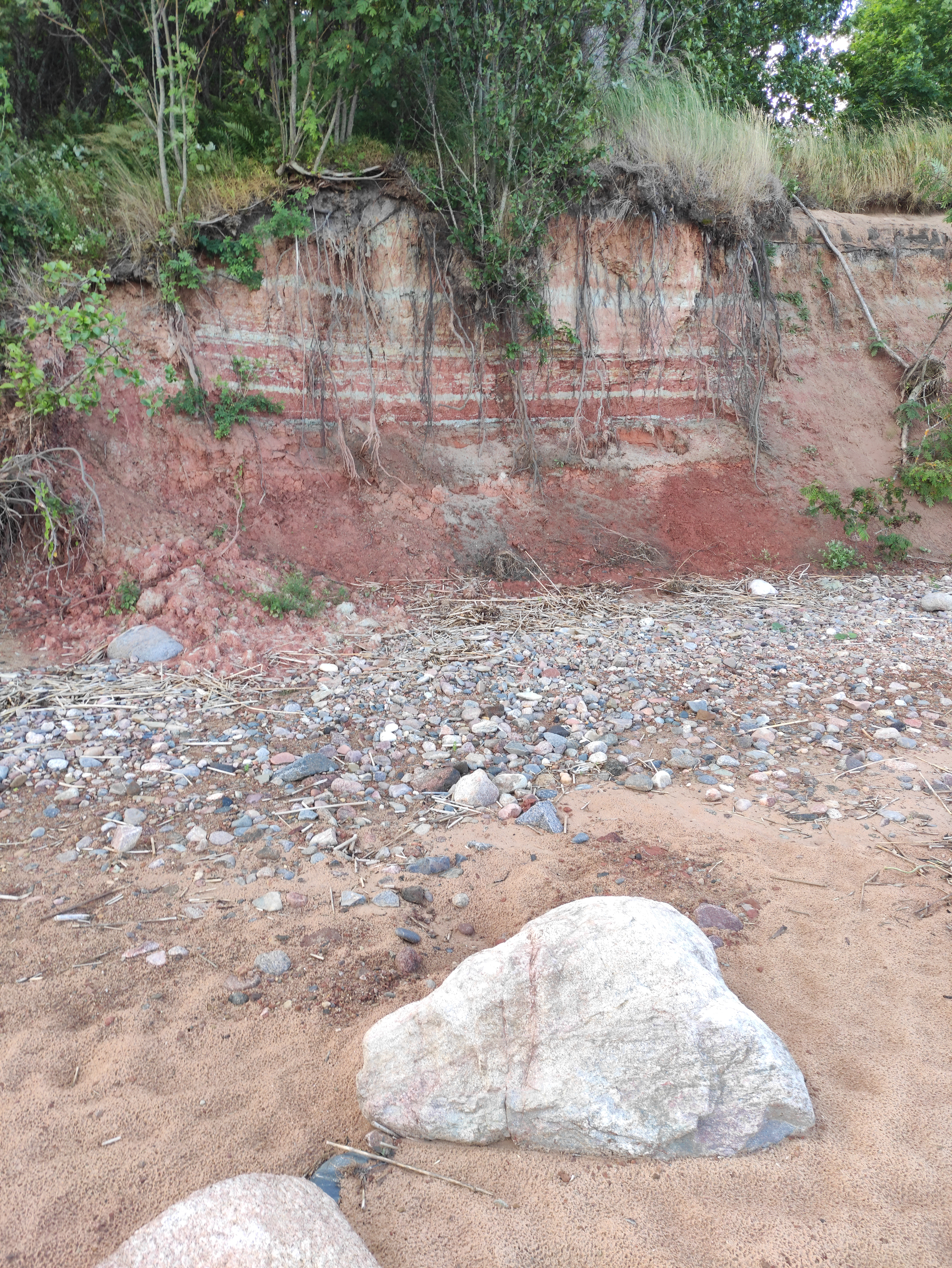
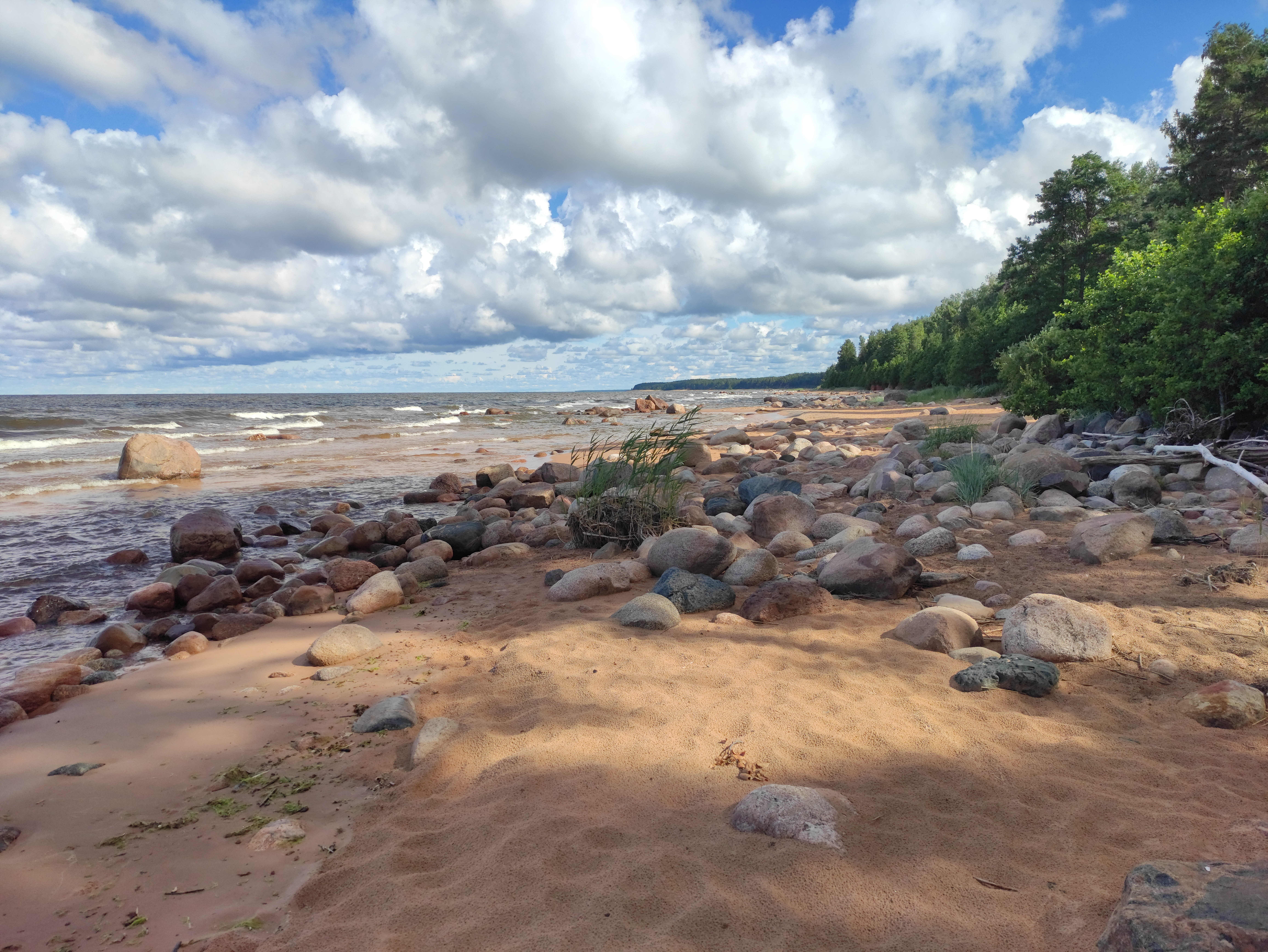
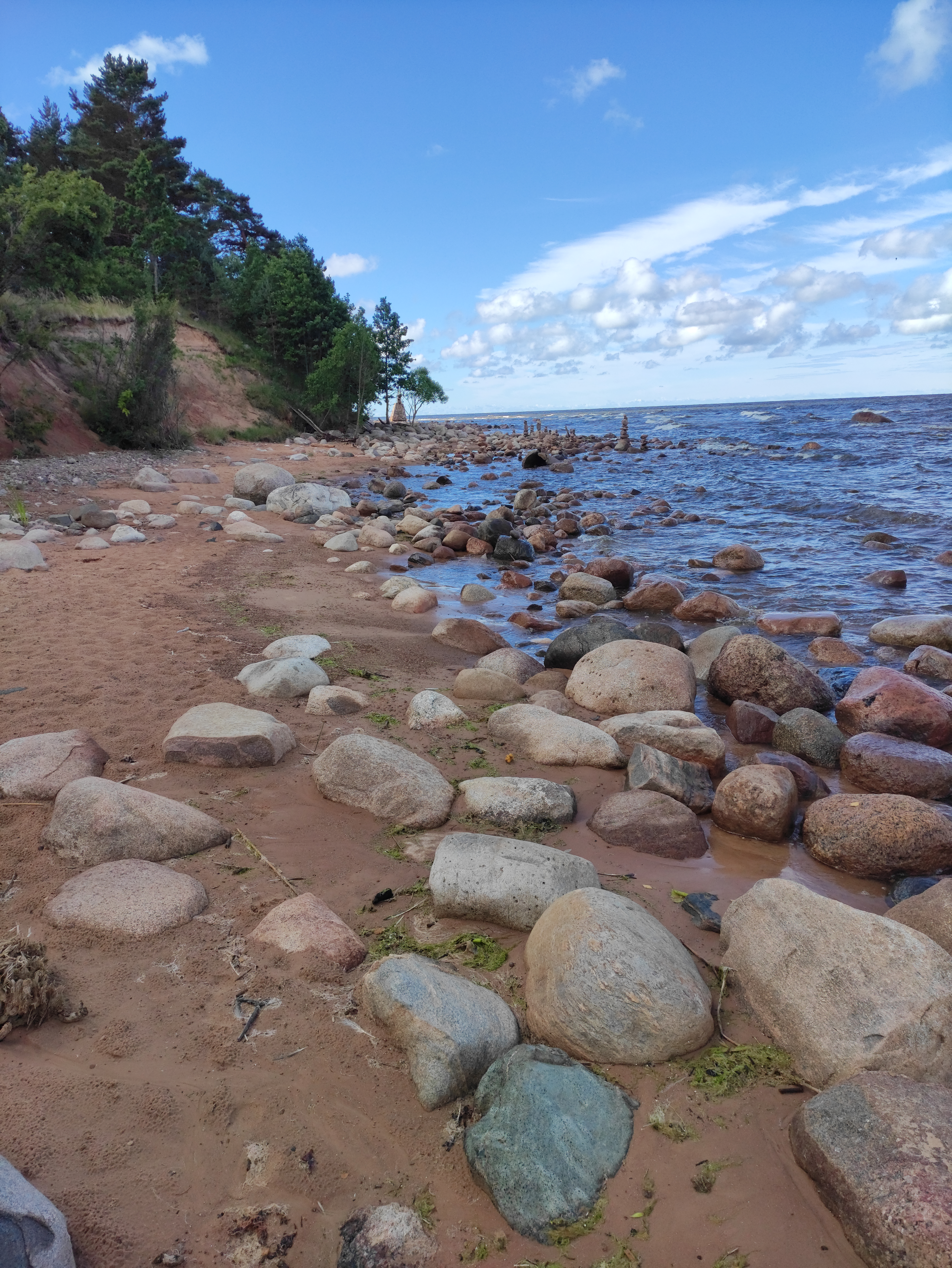
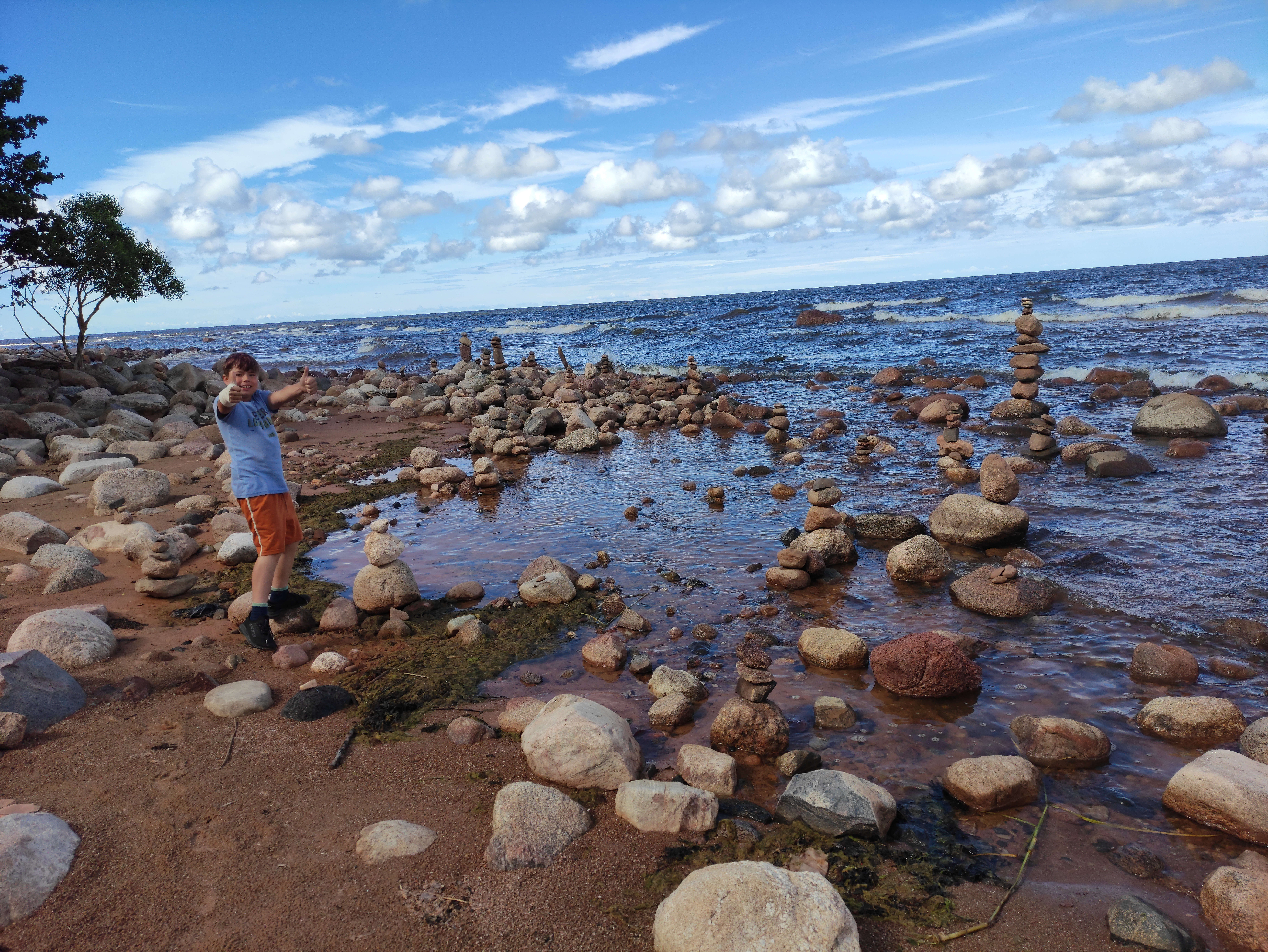
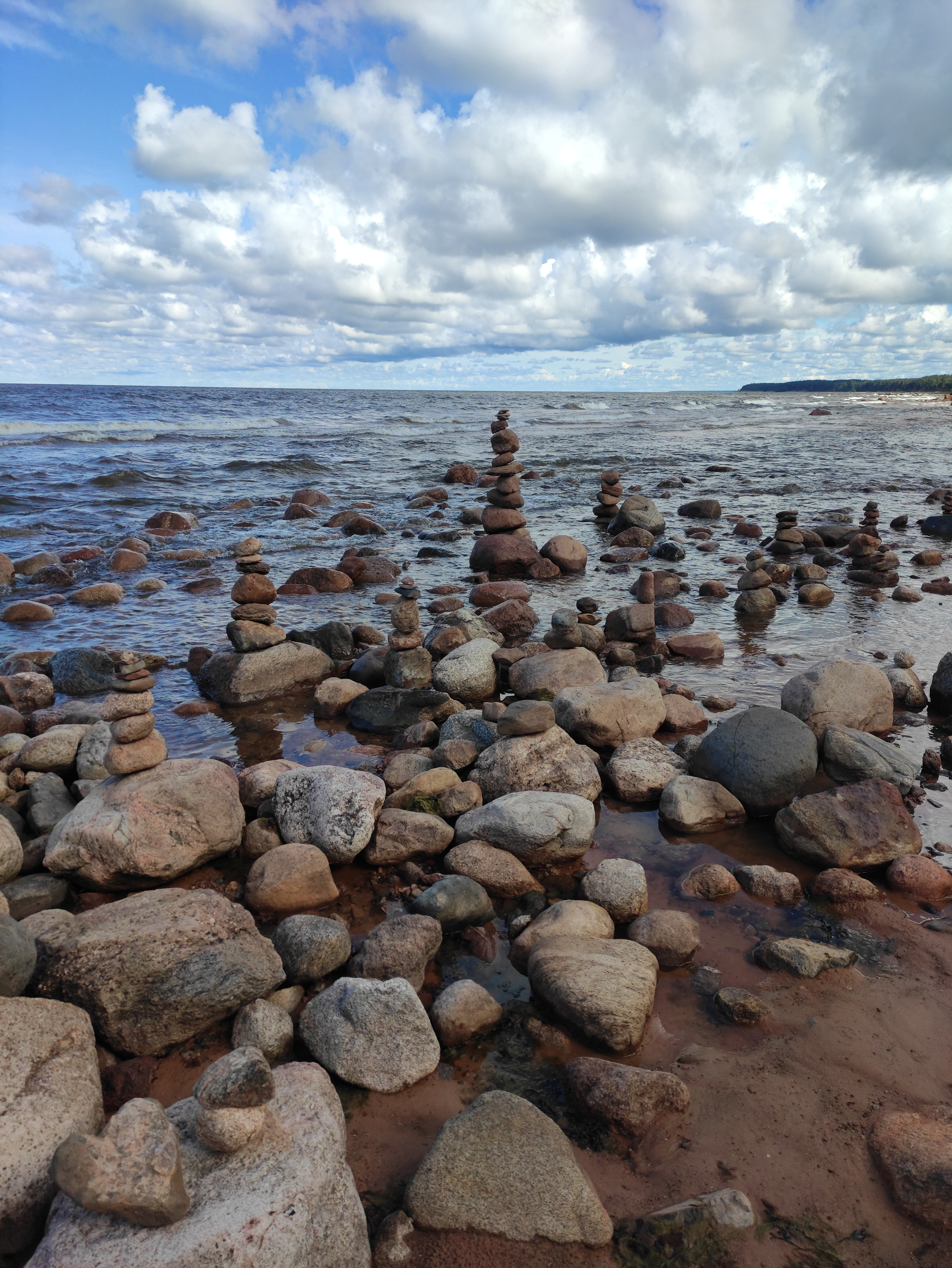
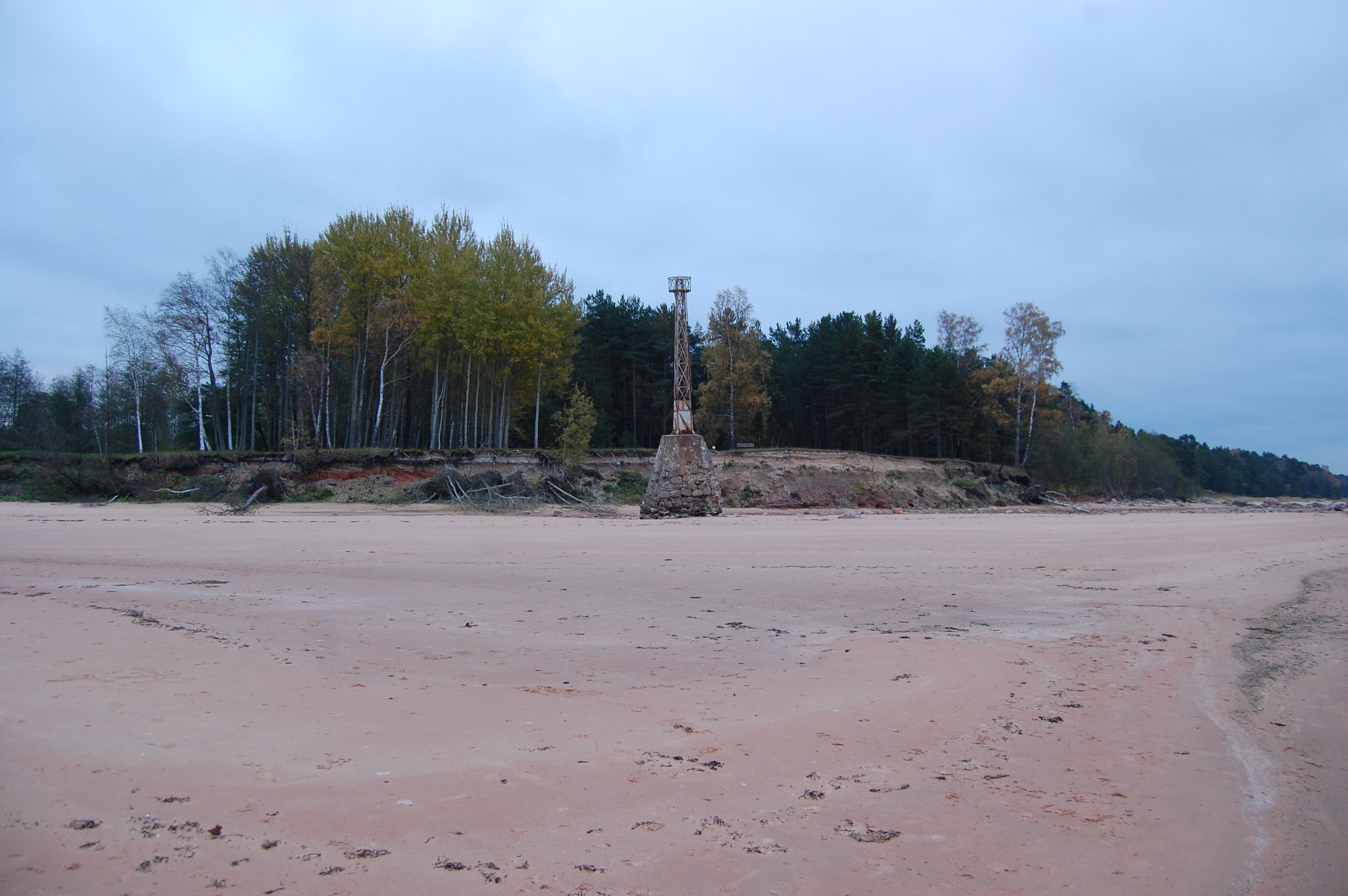